# Bellérophon
Bellérophon («Belerofonte», LWV 57) es una tragedia musical en un prólogo y cinco actos compuesta por Jean-Baptiste Lully en 1679 con libreto de Thomas Corneille y Fontenelle, basado en parte de la Teogonía de Hesíodo. Philippe Quinault había escrito ya en 1665 un libreto sobre el tema de Belerofonte, héroe que derrotó a la Quimera montado en su caballo, Pegaso. Es a petición del rey que Thomas Corneille, tras el escaso éxito de Psyché, escribió el libreto, aunque Fontenelle reclamó la autoría en 1741.

## Historia
La obra se representó en la Académie Royale de Musique, el 31 de enero de 1679, y siguió representándose durante nueve meses con el siguiente reparto: Gaye (Apolo), el rey (Baco), Arnoul (Pan) en el prólogo, Beaumavielle (Jobate, rey de Licia), Mlle. Saint-Christophle (Sthénoboée, viuda de Praetus, rey de Argos), Mlle. Aubry (Philonoé, hija de Jobate), Clédière (Belerofonte), Nouveau (Amisodar), el rey (La Pithie), Mlle. de La Prée (Pallas), Pulvigny (Un sacerdote).
El decorado estuvo a cargo del maestro Vigarani, en la que fue su última colaboración con Lully. Las personas más prominentes de la corte y la ciudad acudieron a la representación. Entre esas personas estuvo el delfín con su esposa y su hija, y la duquesa de Hannover, de visita en París.
El libreto fue muy apreciado. En Le Mercure Galant de marzo de 1679 se lee: «La acción se sigue a cada instante, de suerte que no hay ninguna escena que rompa el encadenamiento con la que la precede, lo que no deja lugar al decaimiento».
Las representaciones fueron interrumpidas para preparar la actuación en St. Germain en Laye el 3 de enero de 1680, con Gaye (Apolo), El Rey (Baco) y Arnold (Pan) para el prólogo, la Srta. La Pree (Palas), Gaye (Jobate), Mlle. Saint-Christophle (Sthénoboée), Mlle. Ferdinand (Philonoé) Clédière (Belerofonte), Morel (Amisodar), Mlle. Bonie (Argie), y el Rey (La Pithie). Se celebraron varias actuaciones hasta el 5 de febrero, y se dice que el rey repitió dos veces en cada actuación las arias que más le gustaban.
El éxito fue tal que Lully decidió hacer imprimir por primera vez una partitura suya en la prestigiosa imprenta C. Ballard.
Durey de Noinville, bibliógrafo e historiador (1683-1768), señala en su Histoire du théâtre de l'Académie royale de musique: «La representación de la primera escena es una de las mejores partes de la ópera; el segundo acto es en el que más se ha empeñado el músico, a través de la magia, que es sin duda lo más sorprendente jamás visto en el teatro… Se han encontrado las celebraciones del tercer acto demasiado largas, y el cuarto no es lo suficientemente compacto. También se esperaría que la trama terminara con la muerte de Sténobée».
El trabajo se reanudó en Lyon, el 20 de junio de 1688, en la sala del Jeu de Paume, en la calle Pizay, durante seis meses. El éxito fue tal que la Academia de Música de Lyon tuvo que aceptar espectadores en los ensayos.
También se hizo un montaje en Bruselas en Hay Wharf, con un prólogo de Fiocco, el 8 de noviembre de 1696 y el 14 de noviembre de 1708.
Esta ópera se representa muy poco. En las estadísticas de Operabase Archivado el 14 de mayo de 2017 en Wayback Machine. aparece con solo una representación en el período 2005-2010.

## Personajes
| Personaje                | Tesitura     | Reparto del estreno, 31 de enero de 1679 (Director: - ) |
| ------------------------ | ------------ | ------------------------------------------------------- |
| Apollon (prólogo)        | bajo         | François Beaumavielle                                   |
| Pan (prólogo)            | barítono     | Arnoul                                                  |
| Bacchus (prólogo)        | tenor        | Roy                                                     |
| Bellérophon              | haute-contre | Bernard Clédière                                        |
| Sténobée                 | soprano      | de Saint-Christophe                                     |
| Philonoé                 | soprano      | Marie Aubry                                             |
| Argie                    | mezzosoprano | Bony                                                    |
| Pallas                   | mezzosoprano | de La Prée                                              |
| Jobate                   | barítono     | Jean Gaye                                               |
| Amisodar                 | bajo         | Nouveau                                                 |
| Pythie                   | tenor        | Roy                                                     |
| Sacerdote de sacrificios | bajo         | Pulvigny                                                |

## Argumento
Belerofonte, que mató a su hermano sin saberlo, se fue al exilio, entristecido, a la corte de Proetos, rey de Argos. Pero el rey, cegado pronto por los celos, envía a su huésped con su hermano, el rey Yóbates de Licia, a quien envía un mensaje con signos misteriosos, pidiéndole que mate a Belerofonte. Cuando Belerofonte llega a la corte de Yóbates, se muestra decidido a enfrentarse con la invencible Quimera, un monstruo cuyo cuerpo era mitad león y mitad cabra, con una cola de dragón, y que vomitaba llamas; pero Belerofonte, montado en su caballo alado Pegaso, mató a la Quimera. Como recompensa, se casó con la hija del rey Yóbates, a quien sucedió en el trono.